# Salampasu-Ndembo (K.30) jezici
Salampasu-Ndembo (K.30) jezici, podskupina od (3) nigersko-kongoanska jezika, koji se govore na području DR Konga, Zambije i Angole. Pripada široj skupini centralnoj bantu skupini u zoni K. Predstavnici su: 
- lunda [lun], ukupno 628.000;
- ruund ili chiluwunda [rnd], ukupno 251.500;
- salampasu ili chisalampasu [slx], 60.000 (Voegelin and Voegelin 1977).

## Vanjske poveznice
- Ethnologue (14th)
- Ethnologue (15th)